# Distretto di Nong Ruea
Il distretto di Nong Ruea (in thailandese: หนองเรือ) è un distretto (amphoe) della Thailandia, situato nella provincia di Khon Kaen.